# Malik Yoba
Abdul-Malik Kashie Yoba (ur. 17 września 1967 w Bronksie w Nowym Jorku) – amerykański aktor i okazjonalnie piosenkarz.

## Życiorys
Urodził się w Bronksie w Nowym Jorku jako czwarte z sześciorga dzieci Mahmoudah Young (z domu Lanier) i Abdullah Yoby. Dorastał z bratem A Rahmanem w ogarniętych przestępczością gettach Bronxu i Harlemu. W wieku 15 lat został trafiony kulą w szyję, która jednak nie spowodowała trwałych obrażeń ani kalectwa.
Yoba zdecydował się poświęcić wolontariatowi, a mając dwadzieścia kilka lat zajął się doradztwem w nowojorskich organizacjach młodzieżowych. Jego specjalnością i pasją w tej roli było nauczanie muzyki i aktorstwa dzieci i młodzieży w wieku szkolnym. Często odwiedzał takie instytucje jak szkoły średnie, schroniska dla bezdomnych i zakłady karne.
W 1991 zadebiutował jako piosenkarz w Carnegie Hall. Po raz pierwszy wystąpił na ekranie jako Yul Brenner w komedii sportowej Jona Turteltauba Reggae na lodzie (Cool Runnings, 1993) u boku Johna Candy. Grał w wielu popularnych i nagradzanych serialach, w tym Fox Oblicza Nowego Jorku (New York Undercover, 1994-1998).

## Życie prywatne
21 grudnia 2003 poślubił Cat Wilson. Ma troje dzieci, córki - Prię i Denę oraz syna Josiaha.

## Filmografia
- Reggae na lodzie (Cool Runnings, 1993) jako Yul Brenner
- Ulice Nowego Jorku (New York Undercover, 1994–1998) jako Det. James 'J.C.' Williams
- Brooklyn Boogie (Blue in the Face, 1995) jako The Watch Man
- Dym (Smoke, 1995) jako The Skunk
- Cop Land (1997) jako detektyw Carson
- Kobieta jak ta (A Woman Like That, 1997)
- Przepis na życie (Soul Food, 1997) jako inżynier
- Black Jaq (1998) jako Gregory 'Greg' Franklin
- Ostra jazda (Ride, 1998) jako Poppa
- For Your Love (1998–2002) jako Keith
- Aria z Harlemu (Harlem Aria, 1999) jako Luke
- Personals (1999) jako Keith Parker
- Magia sukcesu (Bull, 2000) jako Corey Granville
- Przyjaciółki (Girlfriends, 2000) jako Brock
- Strefa mroku (The Twilight Zone, 2002–2003) jako Shawn
- Król koki (Kingpin, 2003) jako Bobby Curtis
- Bogaci bankruci (Arrested Development, 2003–2004) jako Ice
- Criminal – Wielki przekręt (Criminal, 2004) jako Frank Hill
- The Days (2004)
- Radosny dzień (Oh Happy Day, 2004) jako Jackson
- Kids in America (2005) jako Will Drucker
- Złodziej (Thief, 2006) jako Elmo „Mo” Jones
- Rockaway (2007) jako Case
- Raines (2007) jako Charlie Lincoln
- Małżeństwa i ich przekleństwa (Why Did I Get Married?, 2007) jako Gavin